# Campionati mondiali di ginnastica aerobica 1999
I Campionati mondiali di ginnastica aerobica 1999 sono stati la 5ª edizione della competizione organizzata dalla Federazione Internazionale di Ginnastica.
Si sono svolti a Hannover, in Germania, dal 4 al 6 giugno 1999.

## Medagliere
| Pos.   | Nazione       | Oro | Argento | Bronzo | Totale |
| ------ | ------------- | --- | ------- | ------ | ------ |
| 1      | Corea del Sud | 1   | 1       | 0      | 2      |
| 2      | Brasile       | 1   | 0       | 0      | 1      |
| 2      | Giappone      | 1   | 0       | 0      | 1      |
| 2      | Russia        | 1   | 0       | 0      | 1      |
| 5      | Francia       | 0   | 1       | 2      | 3      |
| 6      | Romania       | 0   | 1       | 1      | 2      |
| 7      | Australia     | 0   | 0       | 1      | 1      |
| 7      | Islanda       | 0   | 0       | 1      | 1      |
| Totale | Totale        | 4   | 4       | 4      | 12     |

## Podi
| Evento                | Oro            | Argento         | Bronzo                    |
| Individuale maschile  | Kwang-Soo Park | Olivier Florid  | Halldör Birgir Johannsson |
| Individuale femminile | Yuriko Ito     | Izabela Lăcătuș | Patsy Tierney             |
| Coppia mista          | Russia         | Corea del Sud   | Francia                   |
| Trio                  | Brasile        | Francia         | Romania                   |